# Mindre båtspinnare
Mindre båtspinnare, Pseudoips prasinanus, är en fjärilsart som beskrevs av Carl von Linné 1758. Enligt Catalogue of Life är det vetenskapliga namnet istället Pseudoips prasinana. Mindre båtspinnare ingår i släktet Pseudoips, och familjen trågspinnare, Nolidae. Arten är reproducerande och har livskraftiga (LC) populationer i både Sverige och i Finland. En underart finns listad i Catalogue of Life, Pseudoips prasinana britannica Warren, 1913.

## Kännetecken
Vingspannet är mellan 30 och 40 millimeter, honan är något större än hanen. Framvingens ovansida är ganska ljust grön med tre mycket ljust gröna, nästan vita ränder diagonalt tvärs över vingen. Vid ränderna är den något mörkare grön. Hanens bakvinge är på ovansidan gul medan honans är vit. Antennerna är röda. Nykläckta fjärilar har även röda ben och vingfransar.
Larven är grön med mycket små gula prickar. Den har en smal, ljus sidolinje och blir upp till 40 millimeter lång.

## Bildgalleri

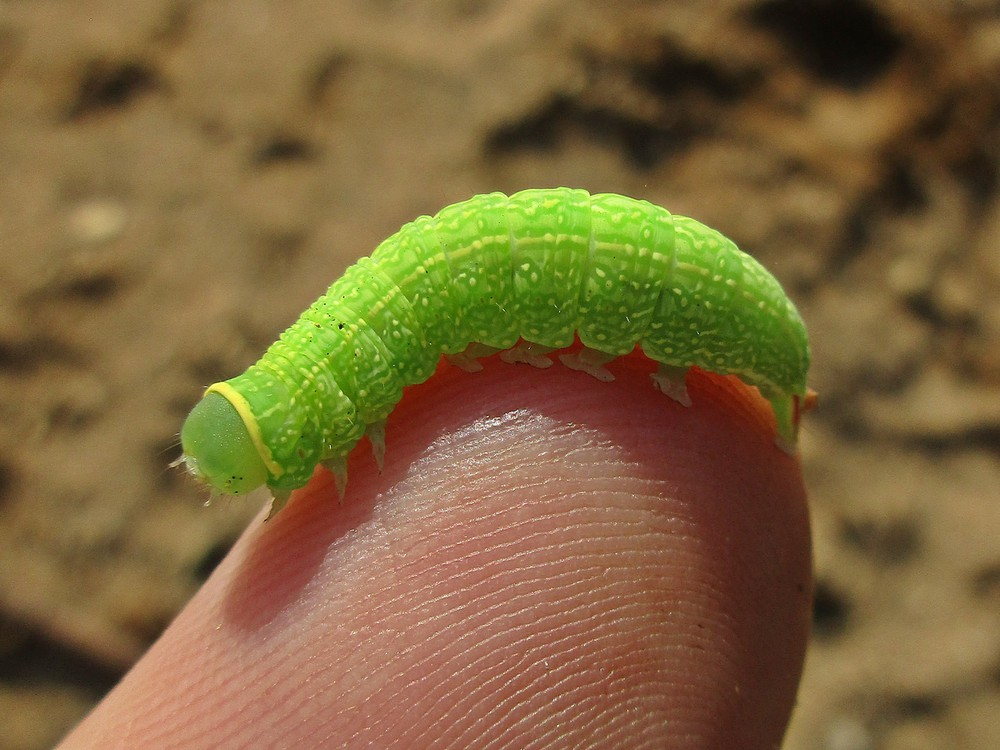
Fjärilens larv.
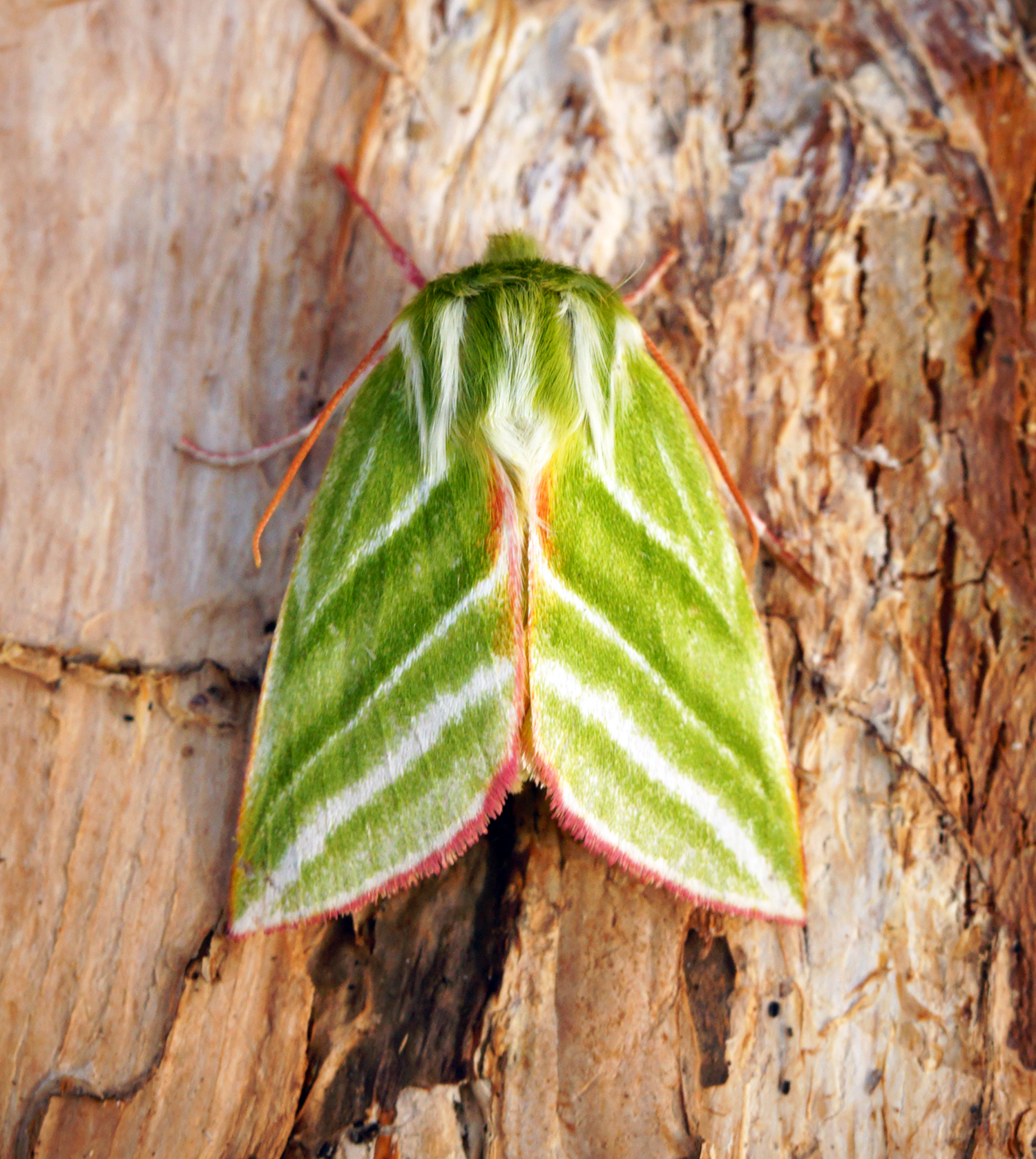
En nykläckt imago fjäril med röda ben och rött i vingfransarna.
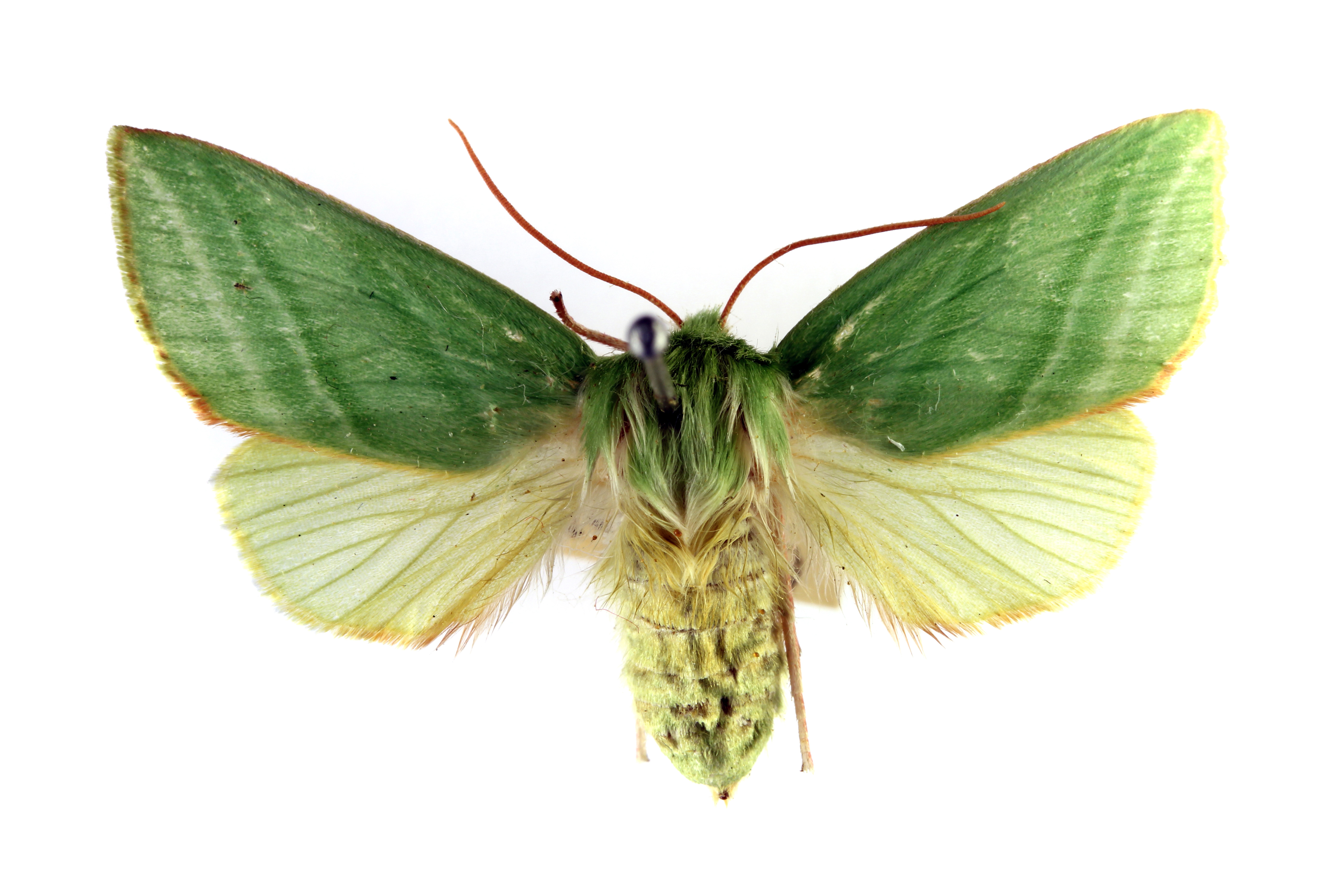
Preparerad (uppnålad) imago fjäril

## Levnadssätt
Flygtiden, den period när fjärilen är imago, infaller i maj till juni. Mindre båtspinnare är aktiv på natten. Under flygtiden parar sig fjärilarna och honan lägger äggen på lövträdsblad. Ur ägget kläcks larven. Värdväxter, de växter larven lever på och äter av, är olika lövträd till exempel björk, ek, asp och hassel.
Larven förpuppas framåt hösten och fjärilen övervintrar som puppa. Nästa vår eller försommar kläcks den fullbildade fjärilen ur puppan och en ny flygtid börjar.

## Habitat och utbredning
Fjärilens livsmiljö är platser där det växer lövträd exempelvis blandskogar med björk och al, och i ädellövskogar, lövrika skogsbryn, träddungar och parker. Utbredningsområdet sträcker sig från södra och centrala Europa och vidare österut genom Ryssland och Sibirien till Korea och Japan. I Norden förekommer den i Danmark, längs kusten i södra Norge, i Sverige upp till Ångermanland samt i södra delen av Finland.